# 957 Camelia
957 Camelia eller 1921 JX är en asteroid i huvudbältet, som upptäcktes den 7 september 1921 av den tyske astronomen Karl Wilhelm Reinmuth i Heidelberg. Den har fått sitt namn efter det vetenskapliga namnet på Kameliasläktet.
Asteroiden har en diameter på ungefär 91 kilometer.